# Бред Мелдау
Бредфорд Олександр «Бред» Мелдау (англ. Brad Mehldau; нар. 23 серпня 1970) — американський джазовий піаніст, композитор та аранжувальник.
Мелдау навчався музиці у Новій школі (Нью-Йорк), а також гастролював та записувався під час навчання. Був членом квартету саксофоніста Джошуа Редмана з басистом Крістіаном Макбрайдом та барабанщиком Браяном Блейдом у середині 1990-х років, також очолює власне тріо з початку 1990-х років. Перший довгостроковий склад тріо включав басиста Ларрі Гренадьєра та барабанщика Хорхе Россі (англ. Jorge Rossy); у 2005 року Джефф Баллард замінив Россі.
З початку 2000-х років Мелдау експериментує з різними музичними форматами на додаток до тріо та сольних робіт. Альбом Largo, випущений у 2002 році, наповнений електронним звучанням та різними темами, запозиченими у рок-музикантів, а також класичних композиторів; з пізніших прикладів запис з гітаристом Петом Метені, написання та виконання пісенних циклів для академічних вокалісток Рене Флемінг та Ганні Софі фон Оттер, оркестровий твір Highway Rider (2009) та виконання на електронних клавішних інструментах у дуеті з барабанщиком Марком Джуліаною.
Аспекти поп-музики, року та класичної музики, включаючи німецький романтизм, використовуються Мелдау під час виконання. Завдяки використанню деяких традиційних елементів джазу, одночасному відтворенню різних мелодій в окремих руках та використанню поп- та рок-творів, Мелдау вплинув на музикантів не лише у світі джазу, а й за його межами, у підході до написання музики, гри та вибору репертуару.

## Біографія

### Раннє життя
Мелдау народився 23 серпня 1970 року в Джексонвілл, штат Флорида. Його батько, Крейг Мелдау, був офтальмологом, і мати Аннет, домогосподаркою. Сестра Лі Енн стала соціальним працівником. У дитинстві в будинку завжди було фортепіано, і спочатку Бред слухав поп- та рок-музику по радіо. Його сім'я переїхала в Західний Гартфорд, штат Коннектикут, коли Мелдау було 10. До переїзду Бред грав переважно прості поп-мелодії та вправи з підручників, але в новому місті у нього з'явився вчитель фортепіано, який познайомив його з класичною музикою. Інтерес до нової для себе музики тривав кілька років, але до 14 років він більше слухав джаз, у тому числі записи саксофоніста Джона Колтрейна та піаніста Оскара Пітерсона. Запис концерту Bremen/Lausanne Кіта Джаррета допомогли Мелдау реалізувати потенціал фортепіано як інструмента.
Мелдау навчався у Середній школі імені Вільяма Х. Холла та грав у її концертному джазовому оркестрі. З 15 років і до закінчення середньої школи він щотижня виступав у місцевому клубі, а також на весіллях та інших вечірках, часто з однокурсником, саксофоністом Джоелом Фрамом. У початкових класах школи Мелдау виграв нагороду коледжу Берклі як найкращий музикант серед школярів. До цього моменту Мелдау описував себе як «білу дитину з вищого середнього класу, яка жила в досить однорідному середовищі».
Після закінчення школи, в 1988 переїхав до Нью-Йорка для вивчення джазу і сучасної музики в Новій школі. Навчався у піаністів Фред Херша, Джуніора Менса і Кенні Вернера, а також барабанщика Джиммі Кобба. В 1989 Мелдау став частиною групи саксофоніста Крістофера Холлідея і гастролював протягом декількох місяців. В результаті практичних щоденних виступів Мелдау зміг об'єднати музику Вінтона Келлі та Маккоя Тайнера, його двох основних кумирів до цього моменту, і почав розвивати своє власне звучання. До 20 років Мелдау також гастролював у колективі Джиммі Кобба, разом із однокурсником, гітаристом Пітером Бернштейном.

### Пізнє життя та кар'єра

#### 1991—1998

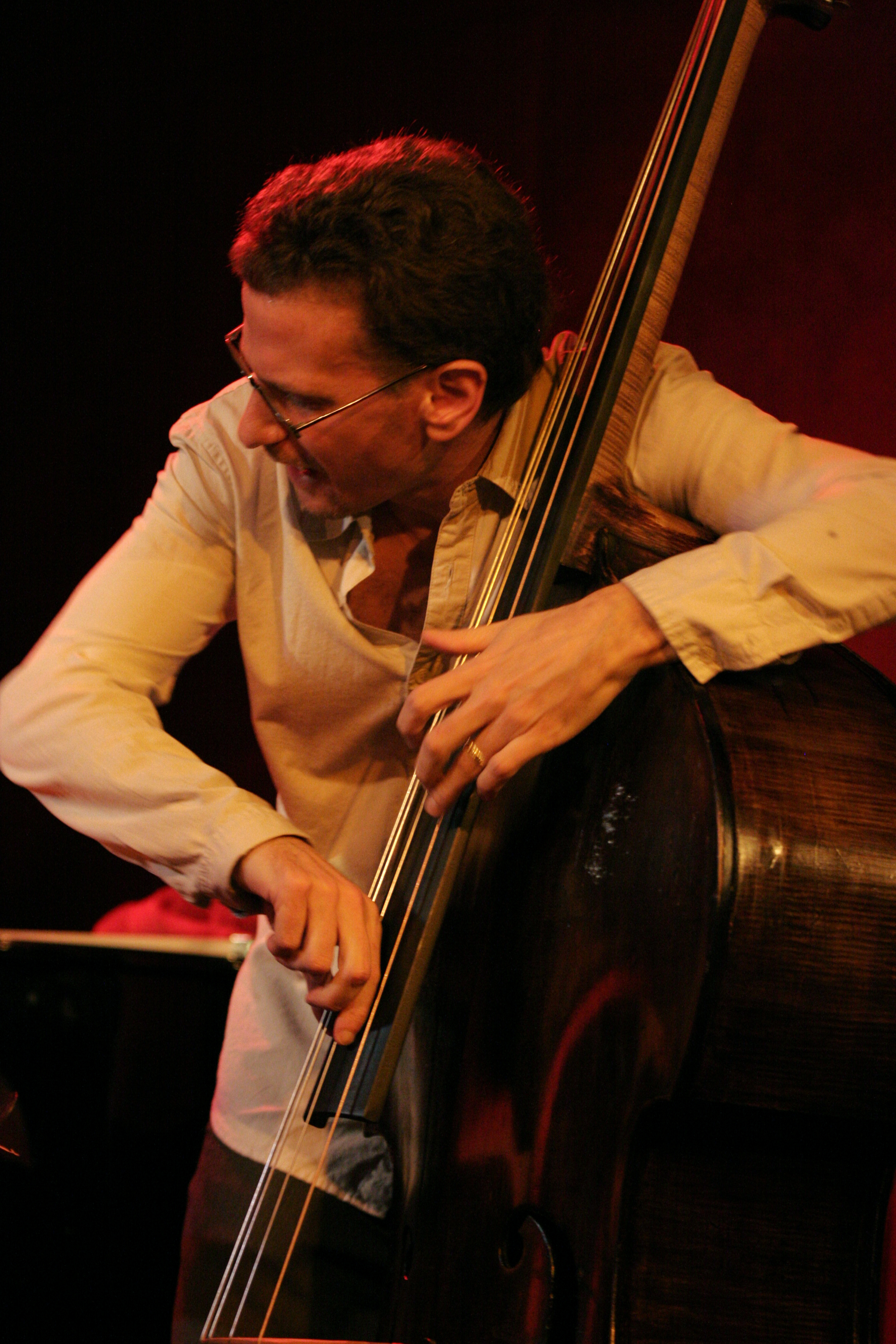
Постійний учасник тріо Бреда Мелдау, Ларрі Гренадьєр, 2009 рік

Першим записом Мелдау був альбом The Natural Moment для Крістофера Холлідея, який вийшов у 1991 році; також цього ж року відбувся перший тур музиканта Європою. Інтерес Мелдау до класичної музики повернувся, коли йому було двадцять з невеликим років, що підштовхнуло його до розвитку гри лівою рукою. З 1992 керував власним тріо, з яким виступав у відомому нью-йоркському клубі Village Gate. У цей час Мелдау грав у різних складах, як сайд-мен. На початку 1993 року виступав із саксофоністом Періко Самбітом, цього ж року вийшов перший реліз, де Мелдау виступав як со-лідер. Також гастролював із саксофоністом Джошуа Редманом протягом 18 місяців. В 1994 Редман і його колектив привернули увагу альбомом Moodswing, що також увійшло в портфоліо великих спільних робіт Мелдау. Також у цьому складі був виконаний саундтрек до фільму Ваня на 42-й вулиці, для якого Редман написав музику.
Мелдау закінчив Нову школу в 1993. Заснував своє перше довгострокове тріо у 1994 році з басистом Ларрі Гренадьєром та барабанщиком Хорхе Россі. Наступного року Мелдау записав Introducing Brad Mehldau для Warner, свій перший альбом як лідер. Альбом був добре прийнятий, видання The Penguin Guide to Jazz коментувало: «це якби він знав про джазову традицію, але зовсім не був нею обтяжений». Його другий альбом для Warner, The Art of the Trio Volume One, був записаний в 1996 і отримав широку оцінку критиків. Назва була обрана продюсером Меттом Пірсоном, і мала привернути увагу і допомогти побудувати бренд.
До кінця 1990-х років Мелдау вважався одним із провідних джазових музикантів. Критик Джон Фордхем назвав його «наступною великою клавішною зіркою джазу». Оцінка не була одноголосною: деякі з написаних самими піаністами нотаток та коментарів в інтерв'ю, оповідали філософські роздуми та негативні порівняння з піаністом Біллом Евансом. Все це породжувало неприязнь у деяких, тим самим, за словами критика Нейта Чинена, «Мелдау заробляв репутацію пустощів». Багато критиків, однак, переглянули свою думку про його основні впливи, які раніше сприймалися як щось від Еванса. Також коментували не музичну схожість з Евансом — боротьба Мелдау із залежністю від героїну протягом 1990-х, аж до 1998 року. Приблизно в 1996 році він переїхав до Лос-Анджелеса, щоб спробувати подолати проблему з наркотиками. Пізніше Мелдау заявив, що «як я припинив вживати героїн, це стало схоже на порив творчості, який до цього стримувався».
У 1996 вийшов один з декількох записів з саксофоністом Лі Коніцем і басистом Чарлі Хейденом. Досвід запису музики для фільмів продовжився в 1997 році, де Мелдау виступив у ролі акомпаніатора на деяких треках у фільмі Опівночі у саду добра і зла. Серія альбомів у тріо також продовжилася, у другій частині застосовувалися деякі традиційні елементи джазу, хоч музика і не була обмежена їх рамками. Live at the Village Vanguard: Art of the Trio Volume Two складався повністю зі стандартів і був записаний на серії концертів 1997 року в клубі Village Vanguard; був випущений наступного року. Назва знову привернула увагу, оскільки записи концертів з цього клубу були випущені найбільшими джазовими музикантами, у тому числі Біллом Евансом, саксофоністами Джоном Колтрейном та Сонні Роллінзом. Студійний альбом Songs: The Art of the Trio Volume Three, випущений в 1998 році, містив авторські композиції, стандарти, а також «River Man» Ніка Дрейка і «Exit Music (For a Film)» групи Radiohead. Цей альбом був обраний Джоном Фордхемом як найкращий джазовий компакт-диск року.
Мелдау утвердився на сцені міжнародних джазових фестивалів у середині-кінці 1990-х, беручи участь у таких заходах, як Міжнародний джазовий фестиваль у Монреалі та Джазовий фестиваль у Монтре у 1997 році, North Sea Jazz Festival у 1998 році. Також в 1998 піаніст взяв участь у записі альбому Джошуа Редмана під назвою Timeless Tales (For Changing Times), також брав участь в альбомі Teatro кантрі-виконавця Віллі Нельсона. Того ж літа Мелдау провів кілька місяців у Німеччині, розвиваючи свій інтерес до її мови, літератури та музики.

#### 1999—2004
Інтерес Мелдау до постатей німецького романтизму 19-го століття, зокрема Брамсу, Шуберту і Шуману, вплинув на його перший сольний фортепіанний реліз Elegiac Cycle, записаний 1999 року і порушивший послідовність записів тріо під його ім'ям. Art of the Trio 4: Back at the Vanguard був записаний і випущений того ж року, включаючи більше виступів з клубу Village Vanguard. Запис включає стандарти, авторські композиції Мелдау, «Solar» Майлза Девіса та іншу версію «Exit Music (For a Film)». Також у 1999 році Мелдау брав участь у записі двох альбомів саксофоніста Чарльза Ллойда. Наступного року вийшов альбом Places, що містить як сольні фортепіанні п'єси, так і композиції у тріо. Всі треки були написані Мелдау, і були засновані на його досвіді відвідування різних місць по всьому світу в різні часи. Progression: The Art of the Trio, Vol. 5 - останній альбом у серії, концертний запис із Village Vanguard. Був записаний в 2000 і випущений в 2001. Озираючись у минуле, Мелдау 2005 року коментував, що «тріо створило мою особистість». Протягом трьох років до кінця 2001 його тріо гастролювало велику частину кожного року.
У 2001 році Мелдау розширився власний список саундтреків до фільмів, в якому вже вважалися Готель «Мільйон доларів» та Космічні ковбої. Був написаний саундтрек до французького фільму Моя дружина - актриса. У тому ж році він залишив Лос-Анджелес. У цьому ж році вперше відбулася колаборація з саксофоністом Уейном Шортером, в результаті чого був записаний альбом Alegría, який у 2004 році був удостоєний двох премій Греммі.
Поки виступи та записи в тріо тривали, Мелдау на початку-середині 2000-х став виступати в інших для себе умовах. Результатом цього став альбом Largo 2002, який вперше відхилився від фортепіанних сольних робіт або альбомів в тріо. Продюсером альбому виступив Джон Брайон, якого Мелдау зустрів у каліфорнійському клубі, де проводилися щотижневі хепенінги. В альбомі, на додаток до звичайного тріо Мелдау, були задіяні рок-музиканти та інструменти, пов'язані переважно з класичною музикою, а також експерименти з підготовленим фортепіано та «кількома доріжками звуку з електронним посиленням». За даними на 2010 рік, це був найбільш продаваний альбом Мелдау.
Результати двох наступних днів запису в 2002 році були розділені на два альбоми: Anything Goes, випущений в 2004 році, який містив у собі різні композиції інших авторів, і авторські композиції Мелдау, які були випущені на альбомі House on Hill в 2006 році. Сольний запис 2003 Live In Tokyo, відобразила великий ліризм у грі Мелдау і був випущен в 2004 році, вперше на Nonesuch Records, що належить Warner Bros. Влітку 2004 року Мелдау три тижні гастролював Європою з групою, до якої входили гітарист Курт Розенвінкель і Джошуа Редман. Восени цього ж року Мелдау сформував квартет із саксофоністом Марком Тернером, Гренадьєром на басу та Джеффом Баллардом на барабанах.

#### 2005-теперішній час

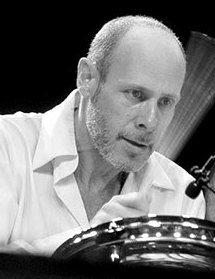
Джефф Баллард, барабанщик у тріо Мелдау з 2005 року

У 2005 році Баллард замінив Россі як барабанщика в тріо Мелдау. Це, на думку критика Рея Коміскі, радикально не змінило звучання тріо, але додало йому «гостріший край», а «басист Ларрі Гренадьєр залишився в ролі опори, центром, навколо якого існували фортепіано і ударні». Інший критик, Бен Ретліфф, припустив, що звучання нового тріо стало більш щільним і галасливим, з більш явними ритмами, ніж у попередньому складі. У лютому 2005 року Мелдау вперше виступив у Гонконгу зі своїм новим тріо. Першим альбомом у даному складі став Day Is Done, який був записаний у вересні цього ж року.
Мелдау продовжував розширювати межі сольної гри та гри у тріо. Весною 2005 року він дебютував у циклі пісень, який написав для оперної співачки Рене Флемінг. Ця колаборація була утворена на замовлення Карнегі-холу, прем'єра відбулася травні 2005 року, в Zankel Hall. Студійний запис 2006 року містив музику до віршів Райнера Марія Рільке та Луїз Боган. З 2005 року Мелдау також співпрацював з гітаристом Петом Метені, разом вони записали два альбоми, разом з Гренадьєром і Баллардом, а в 2007 році вирушили у світове турне.
Ще один лайв із Village Vanguard, Brad Mehldau Trio Live, був записаний у 2006 році і випущений через два роки. Цей запис також містив багато композицій інших авторів і груп, а саме «Wonderwall» рок-групи Oasis, «Black Hole Sun» гранж-групи Soundgarden і композиція O Que Será Шику Буаркі; «Це звичайний бізнес — сучасне джазове фортепіано», — прокоментував Фордхем. Наступний запис 2006 року був випущений як Live in Marciac у 2011 році; видання містило в собі два компакт-диски та один DVD сольного концерту піаніста. Мелдау стверджував, що його третій сольний запис «є початком більш вільного підходу, […] і, можливо, [містить] більше легкості та плавності в музичній текстурі з проведенням кількох голосів одночасно». У 2006 році Мелдау брав участь у записі останнього альбому саксофоніста Майкла Брекера під назвою Pilgrimage.
У березні 2007 року Мелдау вперше виконав свій концерт для фортепіано з оркестром «Варіації Брейді Банча для фортепіано з оркестром» (англ. The Brady Bunch Variations for Piano and Orchestra) за участю Національного оркестру Франції в театрі Шатле (Париж). Пізніше Карнегі-Холл зробив ще одне замовлення для Мелдау — написати цикл пісень Love Songs для співачки Анни Софі фон Оттер; вперше цикл був представлений у 2009 році та записаний наступного року. У 2009 році Мелдау став куратором лондонської джазової серії Wigmore Hall і був ним протягом двох років.
У 2009 році Мелдау записав Highway Rider, альбом, в записі якого брали участь його звичайне тріо, а також запрошені музиканти та оркестр із 28 музикантів. Композиційно альбом знову заснований на темі подорожей, спродюсований Джоном Брайоном. За описом критика Майка Хобарта, альбом «досліджує злиття довільного та мимовільного балансу в музиці між записаними в ноти темами та імпровізацією». Виступ з новим альбомом відбувся взимку 2010-11 років по США та Європі. Тріо Мелдау повернулися до студії вперше за кілька років у 2008 році і знову в 2011 році, результатом чого став альбом Ode, що складається з авторських композицій піаніста, і Where Do You Start, що складається з каверів. Оглядач видання Down Beat Джим Макні прокоментував, що в Ode: «більше, ніж будь-коли, Мелдау використовує свій інструмент як барабан, вставляючи ноти стакато в пащу грізної суєти ритм-секції».
Протягом 2010—2011 років Мелдау обіймав посаду The Richard and Barbara Debs Composer's Chair (укр. Крісло композитора Річарда та Барбари Дебс) в Карнегі-хол, перший з джазових музикантів. Також були записані фортепіанні дуети з Кевіном Хейсом. Ця колаборація відбулася за авторством Патріка Зіммерлі, де він виступив автором аранжувань. У композиціях альбому обидва піаністи грали написану партію для лівої руки, імпровізуючи правою; «Робити і те, й інше одночасно — справжнє випробування. Мозок відчуває, що він розділений навпіл», — прокоментував Мелдау. Також у 2011 році Мелдау знову гастролював з фон Оттер, був записаний альбом з мандоліністом і співаком Крісом Тайлом, також зіграв серію концертів з Редманом по Європі, шість п'єс з яких були випущені через п'ять років на альбомі Nearness. У 2012 році Мелдау та Камерний оркестр Орфея представили свої «Варіації для фортепіано з оркестром на тему туги» у Європі. Спочатку п'єса була написана для сольного виконання, але була інстурментована Мелдау для виконання з оркестром.
У 2013 році Мелдау почав гастролювати з барабанщиком Марком Гіліаною в дуеті, якому було надано ім'я «Mehliana». Їхня гра була значною мірою імпровізованою і перебувала під впливом даба, драм-н-бейсу, електро та фанку. Альбом Mehliana: Taming the Dragon вийшов у лютому 2014. Наприкінці 2015 року було випущено колекцію сольних фортепіанних записів концертів Мелдау в Європі 2004—2014 років під назвою 10 Years Solo Live. Ще один альбом у тріо з Гренадьєром та Баллардом Blues and Ballads, був записаний у 2012 та 2014 роках і випущений у 2016 році. Також у 2016 році Мелдау та Гіліана сформували тріо з гітаристом Джоном Скофілдом; концерти відбулися у Сполучених Штатах, перед туром Європою.
Інтерес Мелдау до класичної музики продовжився із замовленнями кількох концертних залів, внаслідок чого були написані композиції, натхненні Йоганном Себастьяном Бахом; протягом 2015 року Мелдау також виконував композиції Баха у своїх сольних виступах. Вони стали джерелом його сольного фортепіанного альбому After Bach, який був записаний у 2017 і випущений наступного року. Після вийшов альбом Seymour Reads the Constitution! у тріо з Гренадьєром та Баллардом, у 2017 році. Його наступний альбом, випущений у 2019 році, називається Finding Gabriel. У цьому ж році Мелдау виконав ще один пісенний цикл у Вігмор-холі, цього разу з Іеном Бостріджем. Jacob's Ladder, альбом, в якому досліджується вплив прогресивного року на музику Мелдау. Був записаний у 2020 та 2021 роках і випущений у 2022 році.

## Артистизм
Мелдау цитує піаністів Ларрі Голдінгса за «його повний підхід до інструменту» і Кевіна Хейса за додавання альтернативних гармоній у сітку, а також гітариста Пітера Бернштейна за те, що він показує цінність відтворення мелодійних фраз замість простих патернів. Мелдау відзначав прямий вплив цих музикантів на його власну гру, на додаток до Джессі Девіса, Курта Розенвінкеля, Девіда Санчеса, Марка Тернера та інших членів його власного тріо. Також Мелдау заявив, що Фред Херш вплинув на нього найбільше як сольний піаніст.
Мелдау виявляв інтерес до філософії та літератури. В інтерв'ю 2003 він описував романтизм і ностальгію, пов'язуючи задоволення і біль з музичним виразом:
| | Мені подобається та частина міфу про Орфея, де йому дозволено вивезти свою дружину від Аїда за умови, що він не оглядається на неї під час поїздки по річці Стікс. Коли він не може з собою нічого вдіяти, він озирається назад, і вона віддаляється від нього вниз за течією, зникає назавжди. Музика - це той момент, коли він дивиться на неї: на мить побачивши те, що ви любите, це зникає назавжди. У всьому цьому є елемент дурості [...] Музика як би поєднує почуття досягнення і почуття втрати одночасно. |
| — https://www.allaboutjazz.com/brad-mehldaus-opening-middle-and-endgame-brad-mehldau-by-mike-brannon | |

Мелдау часто грає окремі мелодії різними руками, і одна з центральних особливостей його музики — гра імпровізованого контрапункту. У 2002 році він заявив, що на частину його композицій впливає музика, яку він нещодавно слухав: «Якщо я копатиму інтермеццо Брамса, то це допоможе мені. Якщо це Маккой Тайнер, буде більше цього». У виступах Мелдау часто використовує незвичайні розміри; наприклад, він грає власне аранжування «All the Things You Are» в альбомі Art of the Trio 4 на 7/4, і «I Didn't Know What Time It Was» в Art of the Trio 1 на 5/4. Він розвивав цю здатність протягом року, за допомогою Россі. Розтяжка Мелдау дозволяє брати на фортепіано дециму та ундециму.

## Особисте життя
Мелдау одружений з голландською джазовою вокалісткою Fleurine, з якою він записувався і гастролював. Вони зустрілися в 1997. Є троє дітей. Старша дочка народилася в 2001. На початку 2006 року Мелдау заявив, що сім'я зобов'язує здійснювати його більш короткі поїздки. Починаючи з 2010 року, він розділив свій час у турі між проживанням в Амстердамі та Нью-Йорку.

## Вплив
Тріо Мелдау, за словами Майка Хобарта, «першими успішно внесли пост-Бітлз-поп у джазовий репертуар без будь-якої банальності», а також «традиційний акцент на бравурну техніку та групову динаміку». Такий контраст у репертуарі та підході стали звичайним явищем у малих джазових складах. Поєднання гри правою та лівою рукою, відходячи від більш типової гри, в якій домінує права рука, також вплинуло на піаністів. Також елементами впливу вважаються «ліричні мелодії в лівій руці, кластери щільних акордів середнього діапазону та здатність поєднувати незграбність [Телоніуса] Монка з класичною романтикою».
У 2013 році Нейт Чинен писав, що «Мелдау — найвпливовіший джазовий піаніст за останні 20 років». Піаніст Етан Айверсон, сучасник Мелдау, заявив, що Мелдау впливав на своїх однолітків, починаючи з кінця 1990-х років. Піаніст Джеральд Клейтон (народжений 1984 року) підсумував важливість Мелдау в інтерв'ю 2013 року: «Він привніс нове почуття та звучання до джазу. Я не знаю жодного сучасного піаніста, який би не взяв щось від Бреда. Я розповів йому, що має бути заарештований за всі моменти, які вкрав у нього». Редман у 2010 році говорив, що альбом Largo особливо важливий для музикантів: «Бред мав багато впливових записів, […] але якщо ви поговорите з музикантами, особливо з молодими музикантами, багато хто з них назвуть це визначальним записом». Марко Беневенто та Аарон Паркс є одними з імпровізаторів, які були порушені альбомом 2002.

## Нагороди
Мелдау вигравав Фортепіанну нагороду опитування читачів видання Down Beat у 1999, 2000, 2002, 2004, 2007, 2011 та 2012 роках. У 2006 році став переможцем премії Майлса Девіса, був нагороджений на Монреальському міжнародному джазовому фестивалі як «джазовий артисти, який зробив значний художній та інноваційний внесок у жанр». У 2015 році Мелдау отримав медаль Вігмора, яка «визнає значних постатей у міжнародному музичному світі, які тісно пов'язані з Вигмор Холл».
Мелдау був номінований на кілька премій Греммі. Був номінований на Краще джазове інструментальне соло на треку «Blame It on My Youth» з The Art of the Trio Volume One в 1998, Краще джазове індивідуальне або групове інструментальне виконання за Art of the Trio 4: Back at the Vanguard в 2000 року, Найкращий інструментальний джазовий альбом за Brad Mehldau Trio Live в 2009 році, Найкраще імпровізоване джазове соло за заголовний трек альбому «Ode» в 2013 році, і Найкраще імпровізоване джазове соло в «I Concentrate on You» на альбомі Mehliana: Taming the Dragon в 2015. Також отримав ще дві номінації наприкінці 2016 року: за найкраще імпровізоване джазове соло в «I Concentrate on You» з Blues and Ballads; та Кращий джазовий інструментальний альбом за Nearness з Редманом. Наприкінці 2018 року Seymour Reads The Constitution! був номінований на Найкращий інструментальний джаз-альбом, а «De-Dah» з цього альбому був номінований на Найкраще імпровізоване джазове соло. В 2019 альбом Finding Gabriel отримує премію Греммі в категорії Кращий джазовий інструментальний альбом.

## Дискографія

### Як лідер/со-лідер
Вказано рік запису
- New York-Barcelona Crossing, Volumen 1 (1993)
- New York-Barcelona Crossing, Volumen 2 (1993)
- When I Fall in Love (1993)
- Consenting Adults (1994)
- Introducing Brad Mehldau (1995)
- The Art of the Trio Volume One (1996)
- Marian McPartland's Piano Jazz (1996)
- Live at the Village Vanguard: The Art of the Trio Volume Two (1997)
- Songs: The Art of the Trio Volume Three (1998)
- Elegiac Cycle (1999)
- Art of the Trio 4: Back at the Vanguard (1999)
- Places (2000)
- Progression: The Art of the Trio, Vol. 5 (2000)
- Largo (2002)
- Anything Goes (2002)
- Live in Tokyo (2003)
- House on Hill (2002-05)
- Day is Done (2005)
- Metheny Mehldau (2005)
- Metheny Mehldau Quartet (2005)
- Brad Mehldau Trio Live (2006)
- Love Sublime (2006)
- Live in Marciac (2006)
- Long Ago and Far Away (2007)
- Highway Rider (2009)
- Love Songs (2010)
- Modern Music (2010)
- Ode (2008-11)
- Where Do You Start (2008-11)
- Nearness (2011)
- Mehliana: Taming the Dragon (2014)
- 10 років Solo Live (2004-14)
- Blues and Ballads (2012-14)
- Chris Thile & Brad Mehldau (2015-16)
- After Bach (2017)
- Seymour Reads the Constitution! (2018)
- Finding Gabriel (2019)

### Саундтреки
- Ваня на 42-й вулиці (1994)
- Опівночі у саду добра і зла (1997)
- Із широко заплющеними очима (Eyes Wide Shut) (1999)
- Космічні ковбої (Space Cowboys) (2000)
- Готель «Мільйон доларів» (Million Dollar Hotel) (2000)
- Моя дружина - актриса (Ma Femme Est une Actrice) (2001)
- Невірна (Unfaithful) (2002)
- Вони одружилися і мали багато дітей (They married and had many children) (2004)
- Будинок біля озера (Lake House) (2006)
- Мій собака Ідіот (Mon Chien stupide) (2019)